# Evfimij Vasil'evič Putjatin
Evfimij Vasil'evič Putjatin, in russo Евфимий Васильевич Путятин? (San Pietroburgo, 8 novembre 1803 – Parigi, 16 ottobre 1883), è stato un militare e diplomatico russo.

## Biografia
Dopo aver circumnavigato il globo sotto il comando dell'ammiraglio Lazarev, prende parte alla guerra caucasica del 1838-1839. Nel 1842 dirige una missione diplomatica in Iran che stabilisce le relazioni diplomatiche bilaterali aprendo i commerci e le comunicazioni tra i due Paesi. Nel 1852 viene promosso tenente-generale e nel 1854 durante la guerra di Crimea si distingue nella difesa di Petropavlovsk.
Nel 1855 viene inviato in Giappone per stabilire relazioni commerciali con quel Paese. Con il trattato di Shimoda il Giappone, in cambio di alcune concessioni territoriali nelle isole Curili, permise dunque alla flotta mercantile russa di poter approdare a Hakodate, Nagasaki e Shimoda. Nel 1857 Putjatin viene nominato plenipotenziario in Cina e l'anno seguente viene incaricato di negoziare il trattato di Aigun con il quale la Russia ottiene la riva destra del fiume Amur e il diritto di navigazione sullo stesso. 
Nel giugno 1861 lo zar Alessandro II lo nomina ministro dell'Istruzione ma pochi mesi dopo è costretto a dimettersi a seguito delle proteste degli studenti e dei professori liberali dell'università di San Pietroburgo, contrari alle maniere autoritarie di Putjatin.